# Caradrina albersi
Caradrina albersi är en fjärilsart som beskrevs av Warnecke 1936. Caradrina albersi ingår i släktet Caradrina och familjen nattflyn. Inga underarter finns listade i Catalogue of Life.